# Changxingbao (köpinghuvudort i Kina, Guizhou Sheng, lat 28,32, long 109,19)
Changxingbao (kinesiska: 长兴堡, 长兴堡镇) är en köpinghuvudort i Kina. Den ligger i provinsen Guizhou, i den sydvästra delen av landet, omkring 310 kilometer nordost om provinshuvudstaden Guiyang. Antalet invånare är 18 448. Befolkningen består av 9 087 kvinnor och 9 361 män. Barn under 15 år utgör 27,0 %, vuxna 15-64 år 61 %, och äldre över 65 år 10,0 %.